# أطاقور
أطاقور (بالفارسية: اطاقور) هي مدينة تابع لنغرود في محافظة جيلان وتقع في شمال إيران. يقدر عدد سكانها بـ 1,404 نسمة .